# Валбонаша
Валбонаша (хорв. Valbonaša) — населений пункт у Хорватії, в Істрійській жупанії у складі громади Медулин.

## Населення
Населення за даними перепису 2011 року становило 41 осіб.
Динаміка чисельності населення поселення:

## Клімат
Середня річна температура становить 14,27 °C, середня максимальна – 27,03 °C, а середня мінімальна – 1,37 °C. Середня річна кількість опадів – 752 мм.
| Клімат поселення                              | Клімат поселення | Клімат поселення | Клімат поселення | Клімат поселення | Клімат поселення | Клімат поселення | Клімат поселення | Клімат поселення | Клімат поселення | Клімат поселення | Клімат поселення | Клімат поселення | Клімат поселення |
| Показник                                      | Січ.             | Лют.             | Бер.             | Квіт.            | Трав.            | Черв.            | Лип.             | Серп.            | Вер.             | Жовт.            | Лист.            | Груд.            |                  |
| Середній максимум, °C                         | 10,03            | 10,37            | 13,40            | 16,86            | 21,56            | 25,19            | 27,03            | 26,83            | 22,78            | 18,63            | 13,50            | 10,30            |                  |
| Середня температура, °C                       | 5,70             | 6,05             | 9,08             | 12,52            | 17,23            | 20,87            | 23,81            | 23,60            | 19,58            | 15,42            | 10,29            | 7,09             |                  |
| Середній мінімум, °C                          | 1,37             | 1,72             | 4,75             | 8,19             | 12,90            | 16,55            | 20,60            | 20,40            | 16,35            | 12,20            | 7,09             | 3,89             |                  |
| Норма опадів, мм                              | 64               | 51               | 52               | 58               | 51               | 58               | 37               | 61               | 68               | 87               | 95               | 70               |                  |
| Середньомісячна швидкість вітру, м/с          | 2.68             | 2.90             | 2.99             | 2.89             | 2.59             | 2.49             | 2.50             | 2.47             | 2.58             | 2.78             | 2.98             | 2.89             |                  |
| Середньомісячна сонячна радіація, кДж/м²·день | 4555             | 7447             | 10938            | 15607            | 19988            | 21772            | 22965            | 19847            | 14461            | 9372             | 5052             | 3877             |                  |
| --------------------------------------------- | ---------------- | ---------------- | ---------------- | ---------------- | ---------------- | ---------------- | ---------------- | ---------------- | ---------------- | ---------------- | ---------------- | ---------------- | ---------------- |
| Джерело:                                      |                  |                  |                  |                  |                  |                  |                  |                  |                  |                  |                  |                  |                  |